# Uelvesbüll
Uelvesbüll (Ylvesbøl en danois) est une commune de l'arrondissement de Frise-du-Nord, Land de Schleswig-Holstein.

## Géographie

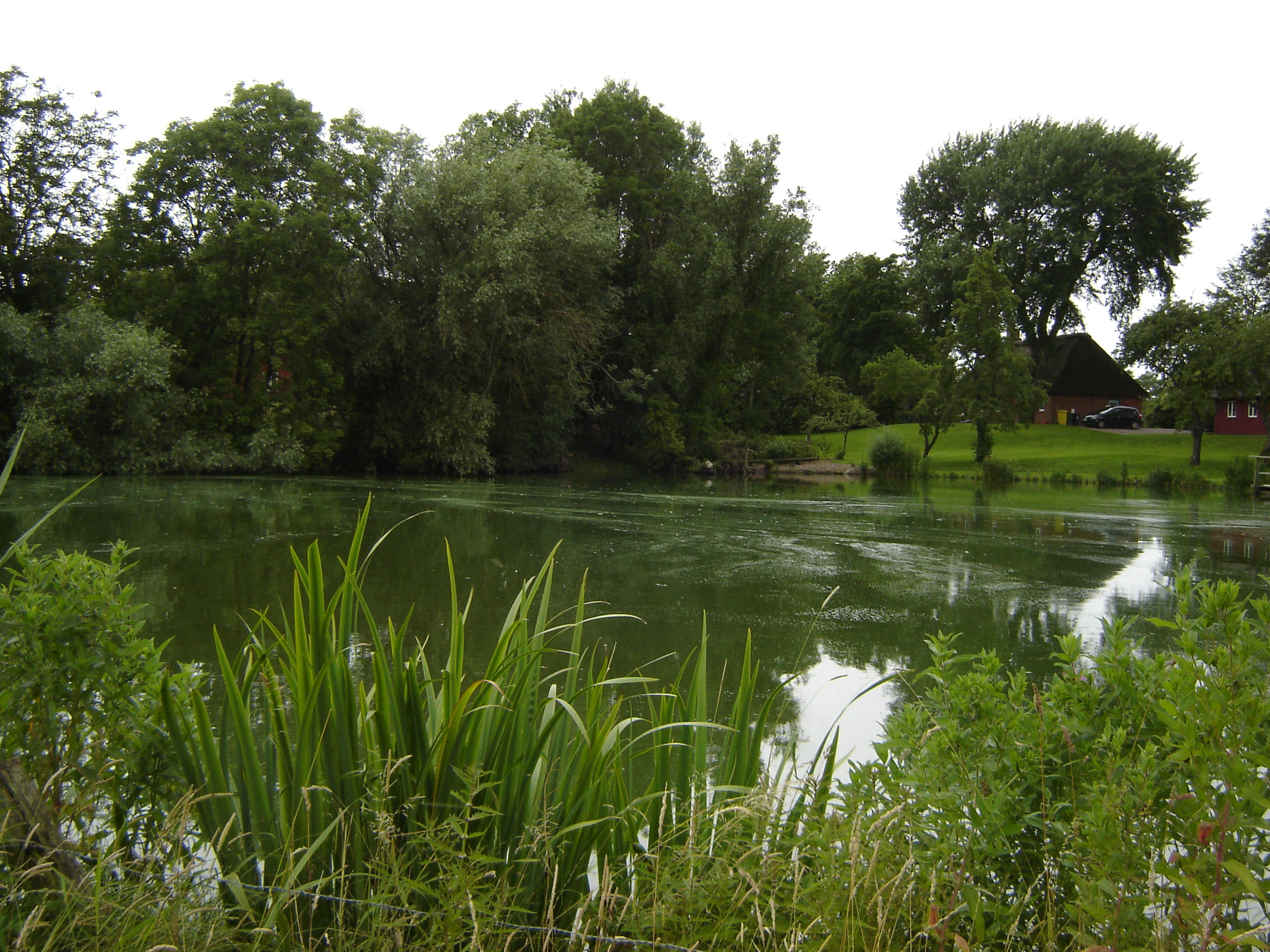
Un marais

La commune est un habitat dispersé dans le marais maritime. Elle est située à une dizaine de kilomètres au sud-ouest de Husum sur la presqu'île d'Eiderstedt (de). À quelques km à l'est passent la Bundesstraße 5 et le chemin de fer entre Husum et Heide.
La commune comprend les villages de Uelvesbüllkoog et d'Adolfskoog, une partie de la réserve naturelle de Wester-Spätige d'une taille de 27 ha gérée par Naturschutzbund Deutschland.
Quatre plans d'eau caractérisent le paysage de Porrendeich. Ils proviennent de la rupture de la digue au XVIe siècle.
Elle comprend aussi Barnekemoor, Bös-söwen, Porrendeich, Westerdeich, Norderfriedrichskoog et Schiedhörn.

## Histoire

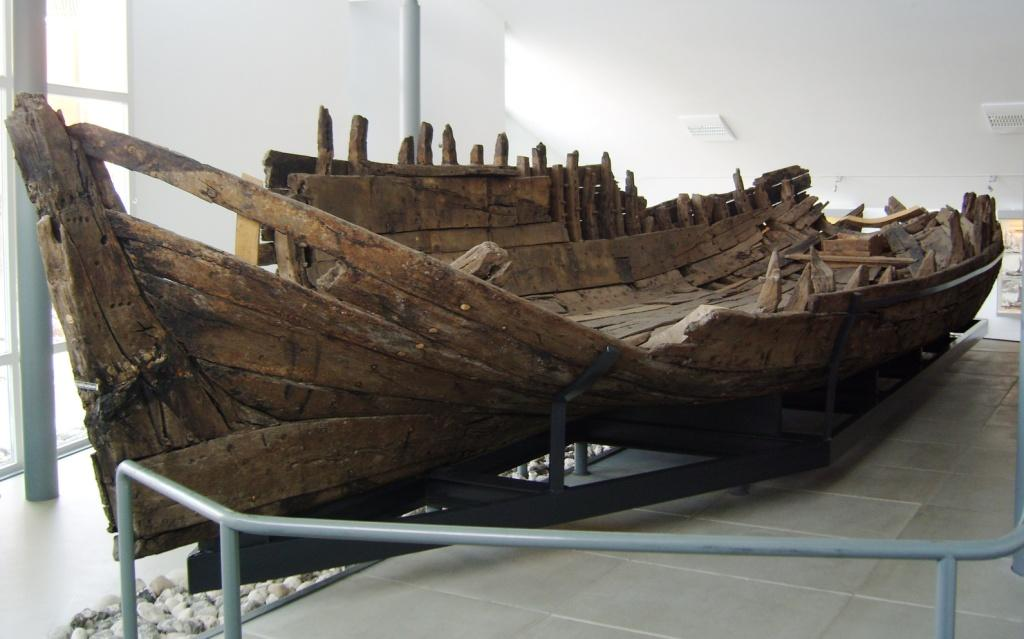
L'épave de 1600

Avant l'inondation de la Saint-Marcel en 1362, l'ancien village détruit durant cet événement était sur des îles plus au nord et à l'ouest. Le village est reconstruit plus au sud sur la terre.
Après un déluge, l'église est démolie et rebâtie en 1854 dans un style classique néo-gothique. En l'honneur de Frédéric VII de Danemark qui a donné une subvention, elle porte son nom jusqu'en 1964.
Lors de travaux sur la digue en 1994, on retrouve l'épave d'un bateau plat. Les enquêtes dendrochronologique des planches en chêne révèlent que la pose de quille serait autour des années 1600. Il aurait coulé une vingtaine d'années plus tard près d'Adolfskoog à la suite d'une avarie. Après une récupération et une restauration de deux ans, l'épave est exposée au Musée maritime de Frise-du-Nord.

## Source, notes et références
- (de) Cet article est partiellement ou en totalité issu de l’article de Wikipédia en allemand intitulé « Uelvesbüll » (voir la liste des auteurs).